# Эгрессив
Эгрессив — типологически редкий пространственный падеж, обозначающий начальную точку движения или начало действия (наступления состояния). Также может обозначаться как «отдалительный падеж», «делатив», аддитив III. Эгрессив встречается в некоторых уральских языках (вепсском, коми, удмуртском).

## Эгрессив в вепсском языке
В вепсском языке показателями эгрессива являются -nnopäi в единственном числе и -dennopäi — во множественном. При этом падежный показатель множественного числа считается самым длинным среди падежных показателей.
Примеры:
- nadonnopäi «от невестки» (от nado «невестка»);
- mecannopäi «из лесу» (от mec «лес»);
- mecoidennopäi «из лесов» (от mec «лес»).